# Lurcanio
Lurcanio è un personaggio dell'Orlando Furioso di Ludovico Ariosto, presente nei canti V e XVIII.

## Il personaggio
Lurcanio è un giovane e nobile cristiano, al pari del fratello Ariodante; quest'ultimo è innamorato della principessa scozzese Ginevra. A causa dei maneggi di Polinesso, duca di Albania (Albany), che intende strappare Ginevra ad Ariodante, gli eroi si perdono di vista, e più avanti essi si sfideranno persino in duello senza essersi riconosciuti; ma grazie allo smascheramento del malvagio, che verrà ucciso da Rinaldo, il fratricidio è scongiurato e i due hanno modo di chiarirsi diventando oltretutto più uniti di prima. Questi fatti sono narrati nei canti V e VI del poema ariostesco.
Insieme a Zerbino (il fratello di Ginevra), Lurcanio e Ariodante si aggiungono quindi ai vari eroi cristiani che difendono Carlo Magno assediato a Parigi dai Saraceni, come è detto nel canto XVIII. I due fratelli combattono valorosamente, uccidendo diversi nemici, ma Lurcanio finirà poi per soccombere, ad opera di Dardinello; colpito al fianco da una lancia del giovane re moro di Zumara, viene passato da parte a parte. Dardinello infine fa spogliare il nemico morto di vesti e armi, lasciandolo completamente nudo.
«Piglia una lancia e va per far vendetta

Dicendo al suo Machon, s’udir lo puote

Che se morto Lurcanio in terra getta

Ne la moschea ne porrá l’arme vote,

Poi trauersando la campagna in fretta

Con tanta forza il fianco gli percuote

Che tutto il passa fin’ all’altra banda

Et a i suoi che lo spoglino comanda.»
(Orlando furioso, canto XVIII, ottava 55)
L'eroe cristiano è presente anche in alcune opere liriche, tutte ispirate alle vicende narrate nel quinto canto del poema ariostesco: in una di esse, Ariodante di Georg Friedrich Haendel, è però proprio Lurcanio a uccidere Polinesso.

## Fonti
- Ludovico Ariosto, Orlando Furioso, canti V e XVIII.

## Opere liriche basate sulla figura dell'eroe
- Ariodante (1734), opera seria in tre atti di Georg Friedrich Händel, presentata per la prima volta l'8 gennaio 1735 al Covent Garden di Londra
- Ariodant (1799), di Etienne Méhul
- Ginevra di Scozia, dramma eroico per musica di Simon Mayr, messo in scena per la prima volta il 21 aprile 1801 al Teatro Nuovo di Trieste